# San Leonardo (stacja metra)
San Leonardo – stacja metra w Mediolanie, na linii M1. Znajduje się na via Fichera, w dzielnicy San Leonardo, w Mediolanie i zlokalizowana jest pomiędzy stacjami Bonola a Molino Dorino. Została otwarta w 1980.